# Irina Starykh
Irina Aleksandrovna Starykh (en russe : Ирина Александровна Старых), née Maksimova le 26 août 1987 à Kourgan, est une biathlète russe. Elle compte deux podiums de Coupe du monde à son palmarès.

## Biographie
Irina Starykh remporte quatre médailles aux Championnats du monde jeunesse en 2005 et 2006.
En 2013, elle obtient son premier podium international sénior en remportant la médaille d'or au sprint des Championnats d'Europe 2013.
Elle s'offre un premier podium en Coupe du monde dès sa deuxième saison dans l'élite lors du sprint d'Hochfilzen en décembre 2013. Lors de l'étape suivante, disputée à Annecy-Le Grand-Bornand, elle termine deuxième de la poursuite derrière l'Ukrainienne Valj Semerenko.
Disqualifiée de toutes les épreuves disputées en janvier 2014 et suspendue à titre provisoire à la suite d'un contrôle antidopage positif, elle informe peu après sa fédération qu'elle se retire de la sélection russe pour les Jeux olympiques de Sotchi. Elle se voit ensuite notifier une suspension ferme de deux ans à compter du 21 décembre 2013 pour un contrôle positif à l'EPO. De retour à la compétition internationale en janvier 2017 (IBU cup), elle est sélectionnée pour disputer les championnats du monde d'Hochfilzen en février où elle se fait remarquer par une quatrième place sur la poursuite. Cet hiver, elle remporte aussi trois médailles d'or aux Championnats d'Europe à Duszniki Zdroj, sur la poursuite, l'individuel et le relais mixte.

## Palmarès

### Championnats du monde
| Mondiaux \ Épreuve      | Individuel | Sprint | Poursuite | Mass start | Relais | Relais mixte | Relais mixte simple              |
| 2017 Hochfilzen         | 42e        | 24e    | 4e        | 15e        | 10e    | —            | Épreuve inexistante à cette date |
| 2019 Östersund          | —          | 44e    | 45e       | —          | —      | —            | —                                |
| 2020 Antholz-Anterselva | 32e        | 53e    | 24e       | —          | 8e     | 6e           | —                                |

### Coupe du monde
- Meilleur classement général : 29e en 2019.
- 2 podiums individuels : 1 deuxième place et 1 troisième place.

#### Classements en Coupe du monde
| Saison    | Classement général final | Individuel | Sprint | Poursuite | Mass start |
| 2012-2013 | 75e                      |            | 89e    | 59e       |            |
| 2013-2014 | 34e                      | 38e        | 32e    | 31e       | -          |
|           | Suspension (dopage)      |            |        |           |            |
| 2016-2017 | 39e                      | nc         | 43e    | 31e       | 40e        |
| 2017-2018 | nc                       |            | nc     | nc        |            |
| 2018-2019 | 29e                      | 38e        | 25e    | 29e       | 30e        |
| 2019-2020 | 46e                      | 25e        | 68e    | 44e       | 40e        |

### Championnats d'Europe
- Médaille d'or du sprint en 2013.
- Médaille d'or de la poursuite, de l'individuel et du relais mixte en 2017.
- Médaille de bronze du sprint en 2017.

### Universiades
- Médaille d'or du relais mixte en 2009 à Harbin.

### Championnats du monde jeunesse
- Kontiolahti 2005 :
  -  Médaille de bronze en relais.
- Presque Isle 2006 :
  -  Médaille d'argent de l'individuel.
  -  Médaille d'argent du sprint.
  -  Médaille d'argent en relais.

### Championnats d'Europe junior
- Médaille d'or du relais en 2008.
- Médaille de bronze du sprint en 2008.

### IBU Cup
- 5 podiums individuels, dont 2 victoires.

Palmarès à l'issue de la saison 2019-2020